# 古店乡 (凤台县)
古店乡，是中华人民共和国安徽省淮南市凤台县下辖的一个乡镇级行政单位。

## 行政区划
古店乡下辖以下地区：
古店村、南芹村、北芹村、王大村、友谊村、北王集村、米集村、童圩村、童集村、前刘村、新河村、东林村和西林村。